# Notosaprinus irinus
Notosaprinus irinus är en skalbaggsart som först beskrevs av Sylvain Auguste de Marseul 1862.  Notosaprinus irinus ingår i släktet Notosaprinus och familjen stumpbaggar. Inga underarter finns listade i Catalogue of Life.